# Phaonia unispina
Phaonia unispina är en tvåvingeart som beskrevs av Xue, Chen och Liang 1993. Phaonia unispina ingår i släktet Phaonia och familjen husflugor.
Artens utbredningsområde är Jilin (Kina). Inga underarter finns listade i Catalogue of Life.